# جيلبرتو
جيلبرتو (بالبرتغالية: Gilberto Moraes Junior) (7 مارس 1993 بكامبيناس في البرازيل - ) هو لاعب كرة قدم برازيلي في مركز الدفاع. شارك مع منتخب البرازيل تحت 20 سنة لكرة القدم. أما مع النوادي، فقد لعب مع بوتافوغو ريغاتاس وفيورنتينا ونادي إنترناسيونال وهيلاس فيرونا.

## وصلات خارجية
- جيلبرتو على موقع الاتحاد الأوربي (الإنجليزية)
- جيلبرتو على موقع قاعدة بيانات كرة القدم.إي يو (الإنجليزية)
- جيلبرتو على موقع Soccerbase.com (لاعب) (الإنجليزية)
- جيلبرتو على موقع Soccerway.com (الإنجليزية)
- جيلبرتو على موقع عالم كرة القدم.نت (الإنجليزية)
- جيلبرتو على موقع AS.com (الإسبانية)